# Kalocsa
Kalocsa là một thành phố thuộc hạt Bács-Kiskun, Hungary. Thành phố này có diện tích 53,18 km², dân số năm 2010 là 17359 người, mật độ 326 người/km².
Thị trấn có cự ly 142 km (88 mi) về phía nam của Budapest. Nó nằm trong một khu đầm lầy nhưng có năng suất cao, gần bờ trái của sông Danube. Trong lịch sử, nó có tầm quan trọng chính trị và kinh tế lớn hơn so với hiện tại.
Kalocsa là nơi có tòa giám mục của một trong bốn tổng giám mục Công giáo Hungary. Trong số các tòa nhà của nó là một nhà thờ tốt, cung điện, một đài thiên văn, một chủng viện dành cho các linh mục và các trường cao đẳng để đào tạo giáo viên. Cư dân của Kalocsa và vùng đất chung của nó được sử dụng chủ yếu trong việc trồng đu đủ, trái cây, hạt lanh, cây gai dầu và ngũ cốc, trong việc đánh bắt thủy cầm và đánh bắt cá.
Kalocsa là một trong những thị trấn lâu đời nhất ở Hungary. Tổng giám mục hiện tại, được thành lập vào khoảng năm 1135, [cần xác minh] là một sự phát triển của một giám mục được cho là được thành lập năm 1000 bởi Vua Stephen the Saint. Nó đã chịu đựng nhiều trong thế kỷ 16 từ cuộc xâm lược của những người lính Ottoman, những kẻ đã tàn phá đất nước.
Một phần lớn của thị trấn đã bị phá hủy bởi một vụ hỏa hoạn vào năm 1875, trước khi các tòa nhà được xây dựng bằng vật liệu chống cháy nhiều hơn và khi nhiều đám cháy được sử dụng để sưởi ấm và nấu nướng.